# Here to Stay (Korn)
Here to Stay è un singolo del gruppo musicale statunitense Korn, pubblicato l'11 giugno 2002 come primo estratto dal quinto album in studio Untouchables.
La canzone vinse il Grammy Award alla miglior interpretazione metal nel 2003, così come vinse un award come miglior video internazionale su MuchMusic nel 2002 e fu nominata "Migliore video rock" da MTV.

## Video musicale
Il videoclip, diretto dai fratelli Hughes, ebbe un grande successo, e venne spesso mandato in onda, in particolare da MTV e MuchMusic.
Il videoclip ritrae un bambino che guarda la televisione mentre il gruppo suona in scena su di questo. Del videoclip esistono due versioni: una con e una senza censura. Nella versione esplicita, la scena della band che suona è intervallata da una serie di scene che appaiono sullo schermo dovute al bambino del video che fa zapping: in tali spezzoni, si vedono spesso contenuti forti, duri e crudi che ritraggono violenze, uccisioni, catastrofi, scene di guerra, attentati terroristici e contenuti sessualmente espliciti alternati a televendite e trasmissioni trash. Nella versione censurata, per tutta la durata del video è solamente trasmessa la riproduzione televisiva del gruppo che si esibisce. Proprio a causa dei contenuti forti presenti nell'edizione incensurata, questa fu solamente trasmessa in fasce non protette e sconsigliata la visione a un pubblico sensibile e con problemi di epilessia.

## Tracce
1. Here to Stay (Clean Version) – 4:33
2. Here to Stay (T Ray's Mix Edited) – 4:21
3. Here to Stay (T Ray's Mix Instrumental) – 4:18

- Here to Stay (Video)

## Formazione
- Jonathan Davis – voce
- Fieldy – basso
- James Shaffer – chitarra
- Brian "Head" Welch – chitarra
- David Silveria – batteria

## Classifiche
| Classifica (2002)             | Posizione massima |
| ----------------------------- | ----------------- |
| Australia                     | 12                |
| Austria                       | 44                |
| Finlandia                     | 7                 |
| Germania                      | 35                |
| Irlanda                       | 15                |
| Italia                        | 12                |
| Norvegia                      | 18                |
| Paesi Bassi                   | 58                |
| Regno Unito                   | 12                |
| Regno Unito (rock & metal)    | 1                 |
| Stati Uniti                   | 72                |
| Stati Uniti (alternative)     | 4                 |
| Stati Uniti (mainstream rock) | 4                 |
| Stati Uniti (radio)           | 71                |
| Svizzera                      | 34                |